# Ben H. Winters

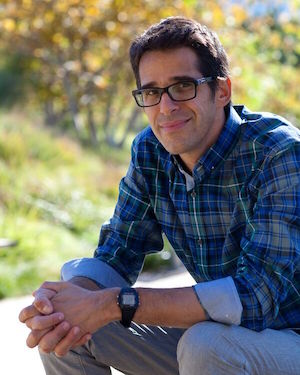

Benjamin Allen H. Winters (* 14. Juni 1976 in Maryland) ist ein US-amerikanischer Autor, Journalist, Lehrer und Dramatiker.

## Leben
Winters wuchs in Maryland auf. Auf der High School spielte er in der Punkband Corm an der Seite von John Davis, nun Mitglied der Title Tracks. Das College schloss er 1998 an der Washington University in St. Louis ab. Für den ersten Band seiner Science-Fiction-Trilogie Last Policeman, Der letzte Polizist, bekam er einen Edgar Allan Poe Award, mit dem zweiten Band Countdown City gewann er den Philip K. Dick Award 2013. 2017 erhielt Winters für seinen Roman Underground Airlines den Sidewise Award in der Kategorie Best Long-Form Alternate History.
Derzeit lebt er mit seiner Frau Diana und seinen drei Kindern in Los Angeles.

## Werke

### Für Erwachsene
- Sense and Sensibility and Sea Monsters. Quirk Books (englisch).
- Android Karenina. Quirk Books, 2010, ISBN 978-1-59474-460-0 (englisch).
- Bedbugs. Quirk Books, 2011, ISBN 978-1-59474-523-2 (englisch).
- Der letzte Polizist (= Last Policeman Trilogy. Band 1). Heyne Verlag, 2013, ISBN 978-3-453-53451-3 (englisch: The Last Policeman. Übersetzt von Peter Robert).
- Countdown City (= Last Policeman Trilogy. Band 2). Quirk Books, 2013, ISBN 978-1-59474-626-0 (englisch).
- World of Trouble (= Last Policemann Trilogy. Band 3). Quirk Books 2014, ISBN 978-1-59474-685-7 (englisch).
- Underground Airlines. Quirk, 2016
- Golden State. Mulholland Books, 2019
- The Quiet Boy. Mulholland Books, 2021

### Für Kinder

#### Musical
- A (Tooth) Fairy Tale. Samuel French Trade, 2008, ISBN 978-0-573-66371-0 (englisch).
- The Midnight Ride of Paul Revere. Samuel French Trade, 2010, ISBN 978-0-573-69773-9 (englisch).
- Uncle Pirate. Samuel French Trade, 2011, ISBN 978-0-573-60073-9 (englisch).

#### Bücher
- The Secret Life of Ms. Finkleman. HarperCollins, 2011 (englisch).
- The Mystery of the Missing Everything. HarperCollins, 2011, ISBN 978-0-06-196546-3 (englisch).
- Literally Disturbed: Tales to Keep You Up at Night. Price Stern Sloan, 2013, ISBN 978-0-8431-7194-5 (englisch).

## Nominierungen und Preise
- Bank Street College Best Children’s Book 2011 in der Kategorie Nine to Twelve für The Secret Life of Ms. Finkleman[3]
- Edgar Allan Poe Award 2013: Bester Roman als Originaltaschenbuch für Der letzte Polizist
- Philip K. Dick Award 2014 für Countdown City[4]